# Enzo le Croco
Pour plus de détails, voir Fiche technique et Distribution.
Enzo le Croco ou Lyle, le crocodile au Québec (Lyle, Lyle, Crocodile) est un film américain réalisé par Josh Gordon et Will Speck et sorti en 2022. Ce film mêlant animation et prise de vues réelles est une adaptation de la série de livres pour enfants de Bernard Waber.

## Synopsis
Josh Primm emménage à New York avec sa famille. Le jeune garçon a du mal à s’acclimater à sa nouvelle vie. Mais tout va changer quand il découvre dans le grenier de sa nouvelle maison, Enzo (Lyle en VO et VQ), un crocodile marin pas comme les autres. Ce dernier adore notamment chanter, les bains et le caviar. Cependant, l'amitié naissante entre Enzo et Josh est menacée par un diabolique voisin, M. Grinchois (M. Grumps en VO et VQ). Tandis que le magicien fauché Hector P. Valenti, l'ancien singulier propriétaire de la maison et propriétaire de l'animal, refait surface avec l'espoir de devenir célèbre avec ce dernier.

## Fiche technique
Sauf indication contraire, les informations mentionnées dans cette section peuvent être confirmées par la base de données cinématographiques IMDb,  présente dans la section « Liens externes ».
- Titre original : Lyle, Lyle, Crocodile
- Titre français : Enzo le Croco
- Titre québécois : Lyle, le crocodile
- Réalisation : Josh Gordon et Will Speck
- Scénario : William Davies, d'après Lyle, Lyle, Crocodile de Bernard Waber
- Musique : Matthew Margeson
- Chansons : Pasek and Paul
- Direction artistique : David Meyer
- Décors : Mark Worthington
- Costumes : Kym Barrett
- Photographie : Javier Aguirresarobe
- Montage : Richard Pearson
- Production : Josh Gordon, Hutch Parker et Will Speck
  - Production déléguée : Tarak Ben Ammar, Robert J. Dohrmann, Andy Mitchell, Benj Pasek, Justin Paul, Kevin K. Vafi et Dan Wilson
- Sociétés de production : Columbia Pictures
Hutch Parker Entertainment
Eagle Pictures
TSG Entertainment
Sony Pictures Entertainment
Speck & Gordon
- Sociétés de distribution : Sony Pictures Releasing France (France), Sony Pictures Releasing (États-Unis)
- Budget : 50 millions de dollars[2]
- Pays de production :  États-Unis
- Langue originale : anglais
- Format : couleur - 2.39:1 - son Dolby Digital
- Genre : comédie, musical, aventures, animation
- Durée : 106 minutes
- Dates de sortie[3] :
  - États-Unis, Canada : 7 octobre 2022
  - France : 30 novembre 2022[4]
- Classification[5] :
  - États-Unis : PG

## Distribution
Sauf indication contraire, les informations mentionnées dans cette section peuvent être confirmées par la base de données cinématographiques IMDb,  présente dans la section « Liens externes ».
- Javier Bardem (VF : Laurent Maurel ; VQ : Sylvain Hétu (dialogues) - Manuel Tadros (chant)) : Hector P. Valenti
- Winslow Fegley (VF : Sacha Tomassian ; VQ : Jacob Lemieux) : Josh Primm (dialogues et chant)
- Constance Wu (VF : Océane Demontis ; VQ : Stéfanie Dolan) : Mme Primm
- Scoot McNairy (VF : Yann Guillemot ; VQ : Claude Gagnon) : M. Primm
- Brett Gelman (VF : Gilduin Tissier ; VQ : Tristan Harvey) : M. Grinchois (M. Grumps en VO / VQ)
- Ego Nwodim (VF : Déborah Claude ; VQ : Éveline Gélinas) : Carol
- Lyric Hurd (VF : Jaynélia Coadou ; VQ : Marguerite D'Amour) : Trudy
- Jason Kravits (VF : Cédric Ingard) : Cy
- Marc Farley : l'employé du magasin d'animaux
- Sal Viscuso : le juge William

### Voix
Shawn Mendes (VF : Doryan Ben ; VQ : William Cloutier) : Enzo (Lyle en VO / VQ)
 Source et légende : version française (VF) sur RS Doublage et selon le carton du doublage français cinématographique
 Source et légende : version québécoise (VQ) sur Doublage.qc.ca.

## Production

### Genèse et développement
Le scénario est adapté du roman Lyle, Lyle, Crocodile de Bernard Waber et de sa préquelle The House on East 88th Street,. Les deux romans avaient déjà été portés à l'écran dans un special musical d'animation diffusé sur HBO en 1987, Lyle, Lyle Crocodile: The Musical - The House on East 88th Street. Le projet est développé par Sony Pictures Entertainment. En mai 2021, Josh Gordon et Will Speck sont annoncés comme réalisateur. Le scénario est écrit par William Davies,.

### Distribution des rôles
En juillet 2021, Javier Bardem et Winslow Fegley sont annoncés,.
En septembre 2021, Constance Wu rejoint la distribution, suivie par Brett Gelman et Lyric Hurd le mois suivant,.
Scoot McNairy est annoncé dans un rôle en décembre 2021.
Shawn Mendes est annoncé pour prêté sa voix au personnage principal en février 2022.

### Tournage
Le tournage a lieu à New York en septembre 2021,. Quelques scènes sont tournées en Géorgie, notamment à Atlanta et Marietta.

## Bande originale
La musique du film est composée par Matthew Margeson. Les chansons originales sont par ailleurs écrites et composées par Benj Pasek et Justin Paul
| 1.  | Top of the World (Shawn Mendes)                                                        | - Benj Pasek - Justin Paul - Ian Eisendrath - John Nathaniel | 2:51 |
| 2.  | I Like It Like That (Pete Rodriguez)                                                   | Pancho Cristal                                               | 4:27 |
| 3.  | Take a Look at Us Now (Javier Bardem & Shawn Mendes)                                   | - Pasek - Paul - Eisendrath - David Metzger                  | 3:17 |
| 4.  | Heartbeat (Shawn Mendes)                                                               | - Shawn Mendes - Jon Bellion - TenRoc - The Diner            | 2:20 |
| 5.  | Bye Bye Bye (Claire Rosinkranz)                                                        | Doug Schadt                                                  | 3:01 |
| 6.  | Sir Duke (Stevie Wonder)                                                               | Stevie Wonder                                                | 3:54 |
| 7.  | Rip Up the Recipe (Shawn Mendes & Constance Wu)                                        | - Pasek - Paul - Eisendrath - Juan Ariza                     | 3:29 |
| 8.  | We Made It (Anthony Ramos)                                                             | - Dave Gibson - Marty Maro - David Sneddon                   | 2:54 |
| 9.  | Steppin' Out (The Gap Band)                                                            | Lonnie Simmons                                               | 4:26 |
| 10. | Take a Look at Us Now (Reprise) (Javier Bardem and Shawn Mendes)                       | - Pasek - Paul - Eisendrath - Metzger                        | 0:44 |
| 11. | Express Yourself (Charles Wright & the Watts 103rd Street Rhythm Band)                 | Charles Wright                                               | 3:53 |
| 12. | Take a Look at Us Now (Lyle reprise) (Shawn Mendes)                                    | - Pasek - Paul - Eisendrath - Metzger                        | 1:13 |
| 13. | Carried Away (Shawn Mendes)                                                            | - Pasek - Paul - Eisendrath - Nathaniel                      | 3:46 |
| 14. | Take a Look at Us Now (Finale) (Shawn Mendes, Winslow Fegley & l’ensemble des acteurs) | - Pasek - Paul - Eisendrath - Metzger                        | 2:48 |
| 15. | Crocodile Rock (Elton John)                                                            | Gus Dudgeon                                                  | 3:57 |

## Accueil

### Accueil critique
Dans le monde anglo-saxon, le long-métrage obtient sur l’agrégateur de critiques Rotten Tomatoes, 73 % d'avis favorables pour 81 critiques et une note moyenne de 6⁄10. Le consensus suivant résume les critiques compilées par le site : « Les parents ne seront peut-être pas séduits, mais Enzo le Croco fera sourire la plupart des enfants ». Sur Metacritic, il obtient une note moyenne de 51⁄100 pour 17 critiques.
En France, le site Allociné donne une note de 2,6⁄5, après avoir recensé 5 titres de presses. Le site constate de par son recensement que la presse française n'a pas été emballé au moment de la sortie en salle du long-métrage jeunesse. Néanmoins, il existe une diversité d'opinion quant à la réussite (ou l'échec du film). Ainsi, Le Parisien dit qu'« au-delà d’un simple scénario autour d’une amitié à la Peter et Elliott le Dragon sur fond de comédie musicale entre Tous en scène et West Side Story, Enzo le Croco met en avant un autre aspect intéressant : géolocalisation, réseau social ou enceinte connectée font ici écho aux technologies d’aujourd’hui, sans pour autant être au cœur du sujet ».
Pour Le Journal du dimanche, « Le conte initiatique, accessible dès 6 ans, repose sur un scénario cousu de fil blanc et pétri de bons sentiments, mais l’émotion est au rendez-vous, comme la dénonciation de l’exploitation animale ».
Pour le site Ecran Large, la première partie du film est plutôt positive, avec une « un bébé Enzo à croquer » et un « Javier Bardem à l'énergie communicative », mais tombe rapidement « en pilotage automatique pour emprunter le même chemin balisé que la plupart des comédies familiales » : « sempiternel gamin introverti », « maman gâteau surprotectrice », « papa penaud [qui] essaie de retrouver son autorité de mâle », « vie [qui bascule] en l'espace d'une chanson », « leur personnalité change du tout au tout entre deux scènes et leurs « soucis » s'envolent après un discours mièvre ». La critique estime tout de même que le film met « plutôt bien en scène New York ». La critique résume son article ainsi : « Très loin du charme de Paddington ou de la bonhommie de Pierre Lapin, Enzo le croco est une énième comédie familiale inoffensive et inintéressante. ».
Pour la critique de Télérama, « Après un démarrage en fanfare, en effet, le scénario rame et les chansons lassent, bref on pourrait bouder mais, mais, mais… Cet Enzo empathique, accro aux bains chauds et au caviar, possède un petit charme fantaisiste qui amusera les enfants, sans parler de la prestation survoltée de Javier Bardem en artiste de music-hall éternellement sur le retour. ».

### Box-office
| Pays ou région        | Box-office      | Date d'arrêt du box-office | Nombre de semaines |
| --------------------- | --------------- | -------------------------- | ------------------ |
| États-Unis Canada     | 46 515 336 $    | 21 décembre 2022           | en cours           |
| France                | 292 302 entrées | -                          | -                  |
| Total hors États-Unis | 41 400 000 $    | -                          | -                  |
| Total mondial         | 87 915 336 $    | -                          | -                  |

À l'ouverture de son exploitation an Amérique du nord, pour son tout premier week-end, le long-métrage cumule 11 401 182 $ pour 4 350 cinémas. Au bout de cinq week-end d'exploitation en Amérique du Nord, Enzo le Croco réalise encore 3 360 000 $ de recette supplémentaire pour un cumulatif aux alentours de 36 567 000 $.
Pour son premier jour d'exploitation dans les salles françaises, Enzo le croco cumule 52 724 entrées, dont 32 207 en avant-première, pour 1 625 séances. De fait, le film jeunesse se positionne premier du classement des nouveautés pour leur premier jour, devant le drame français Le Torrent (28 318). Au bout d'une première semaine d'exploitation, le film totalise en France 132 431 entrées pour une troisième place au box-office, derrière Le Torrent (153 920) et devant Simone, le voyage du siècle (126 609).
En semaine 2, le long-métrage se positionne huitième du box-office avec 59 118 entrées, puis sixième la semaine suivante avec 100 753 entrées,.